# Gemma Bolognesi
Gemma Bolognesi (Cesenatico, 4 novembre 1894 – Cesenatico, 26 marzo 1983) è stata un'attrice italiana.

## Biografia
Nata a Cesenatico, frequenta gli ambienti teatrali milanesi sino al debutto come giovane attrice con la Compagnia del regista e commediografo Marco Praga, direttore del Teatro Manzoni di Milano, poi recita con Aristide Baghetti ed Ettore Berti al Teatro del Popolo di Milano.
Fonda con Luigi Zoncada una compagnia, per associarsi successivamente con Carlo Tamberlani; nel 1935 debutta davanti alla cinepresa nel film Maestro Landi, diretta da Giovacchino Forzano, nell'anno successivo l'EIAR, le offre la possibilità di recitare in alcuni lavori della prosa radiofonica.

## Filmografia
- Maestro Landi, regia di Giovacchino Forzano (1935)
- Darò un milione, regia di Mario Camerini (1935)
- Campo di maggio, regia di Giovacchino Forzano (1935)
- Aldebaran, regia di Alessandro Blasetti (1935)
- Milizia territoriale, regia di Mario Bonnard (1935)
- Ballerine, regia di Gustav Machatý (1936)
- Il diario di una donna amata, regia di Herman Kosterlitz (1936)
- Musica in piazza, regia di Mario Mattoli (1936)
- Ettore Fieramosca, regia di Alessandro Blasetti (1938)
- I figli del marchese Lucera, regia di Amleto Palermi (1938)
- L'argine, regia di Corrado D'Errico (1938)
- Luciano Serra pilota, regia di Goffredo Alessandrini (1938)
- La mazurka di papà, regia di Oreste Biancoli (1938)
- L'orologio a cucù, regia di Camillo Mastrocinque (1938)
- Diamanti, regia di Corrado D'Errico (1939)
- Il socio invisibile, regia di Roberto Roberti (1939)
- Io, suo padre, regia di Mario Bonnard (1939)
- Le sorprese del divorzio, regia di Guido Brignone (1939)
- Papà per una notte, regia di Mario Bonnard (1939)
- Tutto per la donna, regia di Mario Soldati (1939)
- Vento di milioni, regia di Dino Falconi (1940)
- L'angelo bianco, regia di Giulio Antamoro, Federico Sinibaldi ed Ettore Giannini (1943)
- Lascia cantare il cuore, regia di Roberto Savarese (1943)
- Tristi amori, regia di Carmine Gallone (1943)
- Resurrezione, regia di Flavio Calzavara (1944)
- Il falco rosso, regia di Carlo Ludovico Bragaglia (1949)
- Vivere a sbafo, regia di Giorgio Ferroni (1949)
- Vogliamoci bene!, regia di Paolo W. Tamburella (1949)
- Ho sognato il paradiso, regia di Giorgio Pàstina (1950)
- Prima comunione, regia di Alessandro Blasetti (1950)
- Sambo, regia di Paolo W. Tamburella (1950)
- Processo contro ignoti, regia di Guido Brignone (1952)
- La mia vita è tua, regia di Giuseppe Masini (1953)
- Siamo tutti inquilini, regia di Mario Mattoli (1953)
- Gioventù alla sbarra, regia di Ferruccio Cerio (1954)
- Orient Express, regia di Carlo Ludovico Bragaglia (1954)
- La valigia dei sogni, regia di Luigi Comencini (1954)
- Addio alle armi (A Farewell to Arms), regia di Charles Vidor (1957)

### Doppiatrici italiane
- Giovanna Scotto in Il falco rosso
- Dina Perbellini in Ho sognato il paradiso